# Janis Lagos
Janis Lagos, gr. Γιάννης Λαγός (ur. 7 września 1972 w Peramie) – grecki polityk, były członek Złotego Świtu, uznanego później za organizację przestępczą. Poseł do Parlamentu Hellenów IX, X, XI i XII kadencji, deputowany do Parlamentu Europejskiego IX kadencji. W 2020 został skazany na karę 13 lat pozbawienia wolności.

## Życiorys
Pracował jako agent ubezpieczeniowy, ochroniarz w klubach i ochroniarz na statkach pływających w rejonie wybrzeża Somalii. Dołączył do Złotego Świtu, partii określanej jako ugrupowanie neonazistowskie. Został ochroniarzem jego lidera – Nikolaosa Michaloliakosa, a także jednym z jego najbliższych współpracowników.
W wyborach z maja 2012 po raz pierwszy uzyskał mandat posła do Parlamentu Hellenów w okręgu Pireus B. Z powodzeniem ubiegał się o reelekcję w czerwcu tegoż roku, a także w wyborach ze stycznia 2015 i z września 2015.
We wrześniu 2013 wraz z grupą innych działaczy Złotego Świtu został tymczasowo aresztowany pod zarzutem udziału w zabójstwie lewicowego rapera Pawlosa Fisasa. Zwolniony został po osiemnastu miesiącach w marcu 2015. Orzeczono wówczas wobec niego na czas postępowania m.in. zakaz opuszczania kraju. W toku postępowania ustalono m.in., że w noc zabójstwa Janis Lagos prowadził szereg rozmów z osobami z kręgu partii, w tym z Nikolaosem Michaloliakosem. W październiku 2013 ujawniono także raport greckiego wywiadu, w którym służba ta opisywała jego udział w stręczycielstwie, ochronie klubów nocnych, szantażach i nielegalnym posiadaniu broni palnej.
W wyborach w 2019 Janis Lagos został wybrany do Parlamentu Europejskiego IX kadencji. W tym samym roku wystąpił ze swojego ugrupowania. W listopadzie 2019 założył nacjonalistyczną partię ELASΥN, której prezesem pozostawał do marca 2021 (partię tę zlikwidowano w 2023). W styczniu 2020 podczas debaty na forum PE rozerwał flagę Turcji, oskarżając ten kraj o wysyłanie nielegalnych imigratów do Grecji. Spotkało się to z publiczną krytyką m.in. ze strony tureckiego ministra spraw zagranicznych Mevlüta Çavuşoğlu, a także z karami regulaminowymi ze strony Europarlamentu.
W październiku 2020 po kilkuletnim procesie grecki sąd uznał Złoty Świt za grupę przestępczą, a Janisa Lagosa za jednego z winnych udziału w kierowaniu tą grupą. Ostatecznie został skazany na 13 lat pozbawienia wolności. Również w październiku 2020 greckie władze wystąpiły z wnioskiem do przewodniczącego PE o uchylenie politykowi immunitetu. W kwietniu 2021 PE przegłosował uchylenie immunitetu, co umożliwiło ekstradycję Janisa Lagosa do Grecji celem wykonania kary, do czego doszło w kolejnym miesiącu.